# 洛马尔
洛马尔（德語：Lohmar，發音：[ˈloːmaʁ] ⓘ）是德国北莱茵-威斯特法伦州科隆行政区莱茵-锡格县的城市，面积65.62平方千米，2023年12月31日人口为30,894人。